# Винокурня

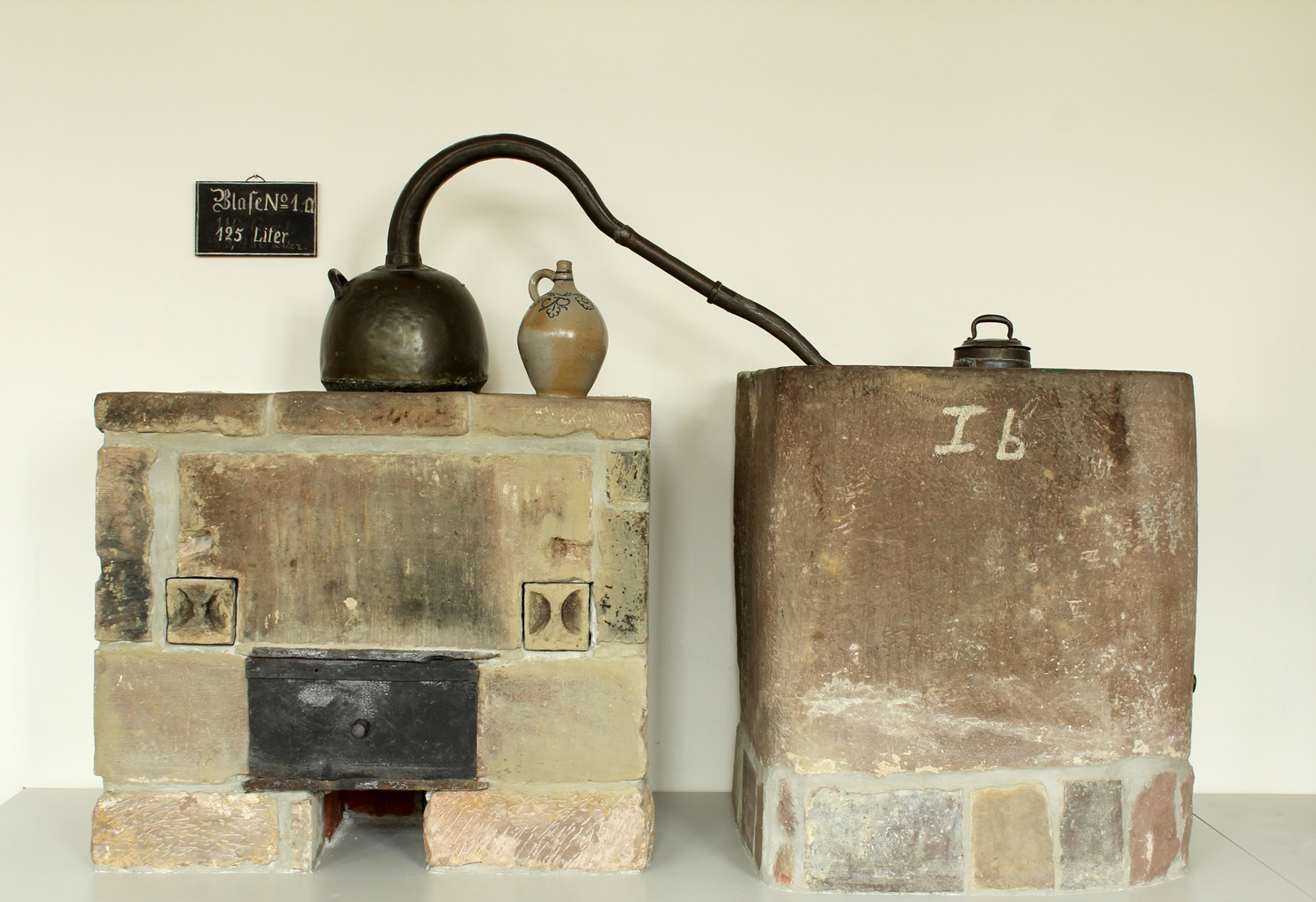
Оборудование винокурни XVIII века

Виноку́рня (винокурный завод, винокуренный завод, винница, малорос. караван) — спирто- и ликёро-водочный завод в Российской империи — предприятие по перегонке крепкого алкоголя («горячего вина») и спирта кустарным способом из хлеба, картофеля и прочего сырья, облагавшееся акцизом.
Винокур — человек занимавшийся винокурением (производством и продажей спирта (водки)).

## Описание
Сельскохозяйственными винокурнями считались те, которые велись непосредственно при производящем сырьё хозяйстве, а винокурение продолжалось менее 9 месяцев в году. Прочие винокурни считались коммерческими.

## История
Исторически винокурни держало в основном дворянское сословие, обычно на территории собственных имений. 
Монополия поместного дворянства на винокурение, введённая в 1754–1755 годах, служила для него одним из основных источников дохода. 
Положение о питейном сборе 1861 года, с 1863 года ликвидировало эту монополию и вместе с ней винный откуп, открыв винокурение для купечества. 
После Революции 1917 года, винокурни национализированы и переименованы в ликёро-водочные заводы.